# Rat der syrischen Charta

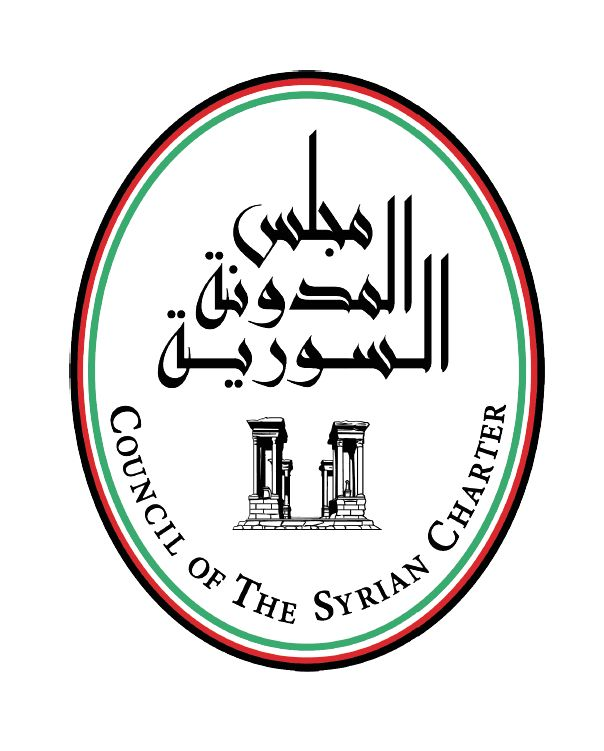
Wappen des Rats der syrischen Charta

Der Rat der syrischen Charta (arabisch مجلس المدونة السورية Madschlis al-mudawwana as-Suriya, DMG Maǧlis al-mudawwana as-sūrīya) ist ein Zusammenschluss von Führungspersönlichkeiten aus Syrien. Laut internationalen Medien gab er im März 2019 seine Gründung bekannt.
Ziel des Rats der syrischen Charta ist nach eigenen Angaben der gesellschaftliche Dialog und die Überwindung der durch den Krieg in Syrien beförderten Spaltung der Gesellschaft. Er möchte gesellschaftliche Kräfte im Sinne einer Friedenslösung bündeln. Zu den Mitglieder des Rats der syrischen Charta gehören Vertreter diverser Volksgruppen, etwa sunnitische Araber, Kurden, Turkmenen, Alawiten, Drusen, Christen verschiedener Konfessionen und Ismailiten. Auch die Scheichs großer syrischer Beduinenstämme und Stammesföderationen, darunter die Schammar, die Al Uqayadat, die Aniza (Anazzah), Fawa'ira und Na'im sind in dem Rat vertreten.
Der Rat der syrischen Charta unterhält nach Medienberichten Beziehungen zu verschiedenen politischen Lagern, internationalen Regierungen und dem Büro des UN-Sonderbeauftragten für den Syrienkonflikt. Er sieht sich u. a. als Plattform für verschiedene syrische Stimmen und als „Schnittstelle“ zwischen der syrischen Gesellschaft, politischen Akteuren und der internationalen Gemeinschaft.
Im Zuge der Ereignisse, die im Sturz des Regimes von Baschar al-Assad mündeten, führten Mitglieder des Rats der syrischen Charta aus der alawitischen Gemeinschaft und dem Umfeld der Opposition laut Berichten der Frankfurter Allgemeinen Zeitung "diskrete" Verhandlungen, um einen friedlichen Übergang zu ermöglichen und Gewalt zwischen den Volksgruppen zu vermeiden. Am 9. Dezember 2024 veröffentlichten alawitische Mitglieder der Initiative aus dem ehemaligen Regime-Gebiet eine Stellungnahme, in welcher sie das "neue Syrien" willkommen heißen.

## Personen, Gründungsgeschichte, Wirkung
Der Rat der syrischen Charta beruft sich auf ein Dokument, das als „Verhaltenskodex für ein syrisches Zusammenleben“ (mudawanat suluk li-'aisch suri muschtarak) oder auch „syrische Charta“ bekannt wurde. Dieses Dokument unterzeichneten die Gründer nach etwa einjährigen Geheimverhandlungen im November 2017 und machten es Anfang 2018 der Öffentlichkeit zugänglich.
Es handelt sich demnach um Grundlagen für einen neuen Gesellschaftsvertrag für Syrien. In dem Dokument bekennen sich die Unterzeichner zur Anerkennung der Vielfalt und der Unterschiede innerhalb der syrischen Bevölkerung und fordern zugleich die Bewahrung der nationalen und territorialen Einheit des Landes. Sie wenden sich gegen eine politische Instrumentalisierung der ethnischen oder konfessionellen Identitäten. Einer der oft zitierten Artikel lautet „weder Sieger, noch Besiegter“ und nennt das syrische Volk insgesamt als Leidtragende des Krieges. Die Unterzeichner verlangen zudem ein verbrieftes Recht auf Rückkehr und Entschädigung für die Opfer des Krieges.
In einem Papier der Bertelsmann Stiftung zur europäischen Syrienpolitik wird der Rat der syrischen Charta als Beispiel dafür erwähnt „dass Versöhnung funktionieren kann“ und die Europäische Union aufgefordert, dessen Ergebnisse in die Friedensgespräche der Vereinten Nationen für Syrien einzuspeisen.
Im März 2019 teilte der Staatssekretär im Auswärtigen Amt Andreas Michaelis auf eine sogenannte kleine Anfrage der Partei Die Linke mit, dass die Bundesregierung die Initiative als „Beitrag zur Konfliktminderung und Wiederherstellung von Vertrauen“ zwischen den verschiedenen gesellschaftlichen Gruppen in Syrien begrüße.
Die italienische Zeitung La Repubblica bezeichnete die Charta des Rates als „Charta für den Frieden“ in Syrien.

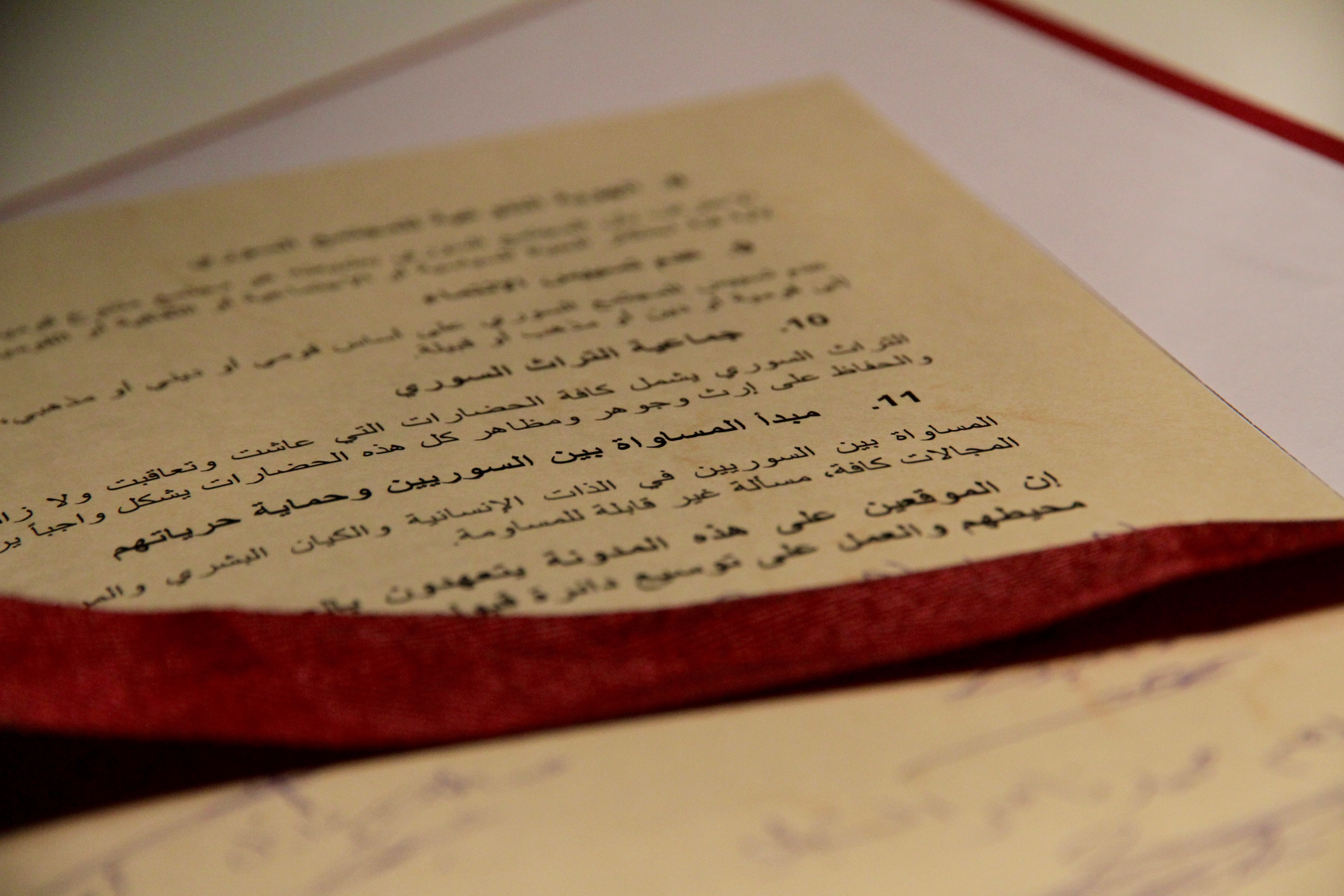
Original des Dokuments, auf welches sich der Rat der syrischen Charta beruft

Politisches und mediales Interesse erregte die Initiative unter anderem, weil dem Rat der syrischen Charta nicht nur namhafte Regimekritiker, sondern auch Notabeln der alawitischen Glaubensgemeinschaft angehören, der oft eine kollektive Loyalität zu Baschar al-Assad unterstellt wird. Die drei Sprecher des Rates gehören der sunnitischen, christlich-maronitischen und alawitischen Gemeinschaft an; eine davon ist die aus Damaskus stammende Aktivistin und Beraterin Sima Abd Rabbo.
Zu den Gründungsmitgliedern des Rats gehören der ehemalige syrische Botschafter im Vereinigten Königreich, Sami Khiyami, Scheich Amir al-Dandal aus Bukamal, der Zahnarzt Mustafa Kayali aus Aleppo. Weitere Mitglieder des Rats sind u. a. Scheich Ibrahim Ibrahim Pascha, Ahmad Shaheen Al-Barazi, der Islamgelehrte Mohammad Habash, die Politologin Bassma Kodmani (1958–2023), Scheich Oweinan Jarbah al-Asi und Prinz Mulham (Mulhim) al-Shibli. Zahlreiche Gründer und Erstunterzeichner sind jedoch bis heute nicht mit ihren Namen an die Öffentlichkeit getreten.

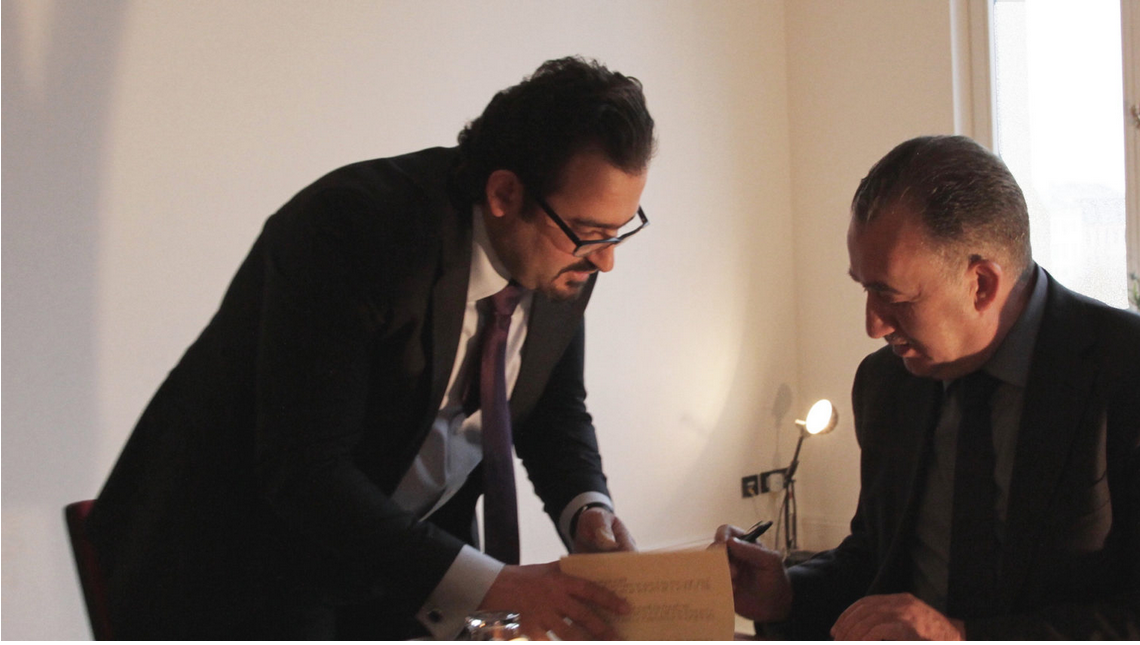
Verfassungsrechtler Naseef Naeem mit Mustafa al-Kayyali

Im Oktober 2019 wurde bekannt, dass der deutsch-syrische Verfassungsrechtler Naseef Naeem maßgeblich an den Verhandlungen zur Charta beteiligt war und die Sitzungen des Rats der syrischen Charta leitet.
Der Rat der syrischen Charta veröffentlicht in unregelmäßigen Abständen öffentliche Erklärungen zu gesellschaftlichen und moralischen Aspekten des Syrienkonflikts, etwa zur Bildung des unter der Schirmherrschaft der Vereinten Nationen tagenden syrischen Verfassungskomitees. Im Januar 2020 erklärte der Rat, dass jede Form von kollektiver Vergeltung oder „Sippenhaft“ zwischen den Volksgruppen in Syrien abzulehnen und Straftaten (z. B. Kriegsverbrechen) nur individuell geahndet werden dürften.
Im März 2020 forderte der Rat angesichts der Gefahr eines Ausbruchs von Covid-19 in Syrien, dass alle Konfliktparteien in einem „Akt der Menschlichkeit“ Häftlinge freilassen sollten, um zu verhindern, dass diese mangels elementarer Gesundheitsversorgung an der Krankheit sterben. Darüber hinaus solle die internationale Gemeinschaft mit allen Konfliktparteien zusammenarbeiten, um zur Linderung der Folgen der Pandemie medizinische Versorgung für Syrien zu leisten. Die Erklärung fand öffentlichen Widerhall und wurde in Deutschland etwa von der Bundestagsfraktion Bündnis 90/Die Grünen begrüßt.
Laut einem Bericht des Magazins Der Spiegel vom April 2021, welches offenbar Zugang zu den nichtöffentlichen Sitzungen des Rates hatte und aus Gesprächen zitiert, gewinnt die Initiative an Gewicht, während die „offizielle Diplomatie stockt“ und der politische Prozess zu Syrien unter dem Dach der Vereinten Nationen nicht zu Ergebnissen führt. Die Süddeutsche Zeitung berichtete im September 2023 über ein geschlossenes Treffen zwischen Mitgliedern des Rates und hochrangigen Vertretern westlicher Staaten. Laut Auskunft von namentlich nicht genannten deutschen Diplomaten kann der Rat einen „Beitrag zu einer politischen Lösung“ in Syrien leisten.
Die österreichische Zeitung Die Presse berichtete, dass Mitglieder des Rats der syrischen Charta lokale Verhandlungen zwischen syrischen Volksgruppen führen, u. a. in der südsyrischen Provinz As-Suwaida. Laut Frankfurter Allgemeine Zeitung setzten sich Mitglieder der Initiative für die Durchsetzung eines Amnestiegesetzes für politische Verfolgte in Syrien ein. Zudem schlichten sie bei Konflikten zwischen Familien und Konfessionsgruppen in der Küstenregion und anderen vom syrischen Regime kontrollierten Gebieten.
Im Sommer 2024 berichtete die Tageszeitung taz, dass mehrere der alawitischen Mitglieder der Initiative, die regelmäßig zu Treffen mit oppositionsnahen Persönlichkeiten aus Syrien nach Europa gereist waren, von Mitarbeitern syrischer Geheimdienste abgefangen, verhört und mit einem Ausreiseverbot belegt wurden, später aber dessen Aufhebung erwirken konnten.
Während der Kämpfe, die zum Sturz des Assad-Regimes am 8. Dezember 2024 führten, verhandelten Mitglieder der Initiative im Hintergrund, um Blutvergießen zwischen den Konfessions- und Volksgemeinschaften zu vermeiden. In der ARD-Sendung "Presseclub" berichtete der außen- und sicherheitspolitische Korrespondent der Zeitung Die Welt, Daniel-Dylan Böhmer, diese Arbeit des Rates habe zur Vertrauensbildung zwischen den Konfliktparteien beigetragen sowie dazu, dass der Umsturz überwiegend unblutig vonstattengegangen sei.
In der Neuen Zürcher Zeitung bezeichnete die Nahost-Journalistin und ARD-Korrespondentin Natalie Amiri den Rat der syrischen Charta als „bedeutendste europäisch unterstützte gesellschaftliche Initiative zu Syrien“.

## Symbolik

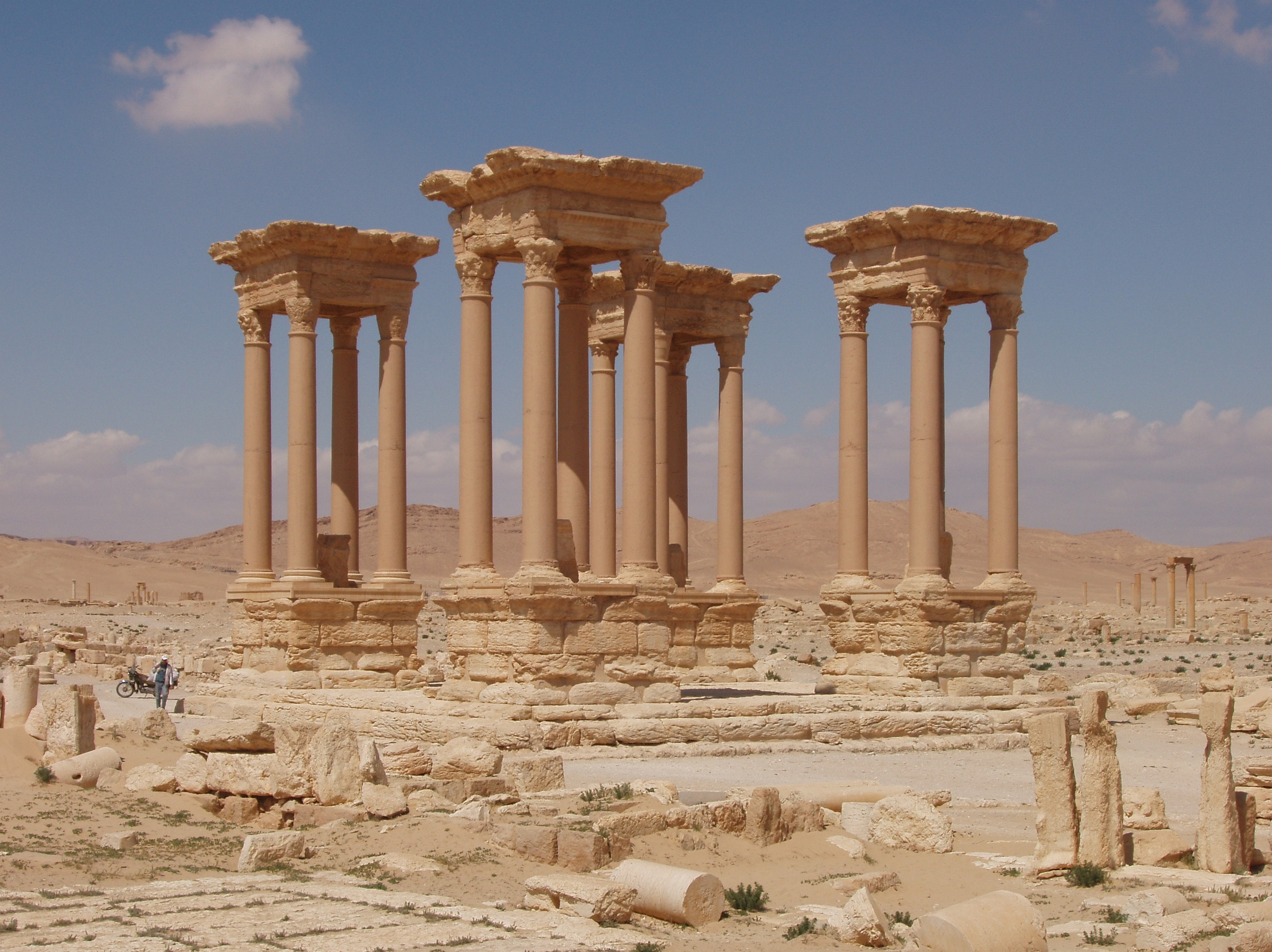
Tetrapylon in Palmyra, welches im Wappen des Rates zitiert wird.

Das Wappen des Rats der syrischen Charta, das in einigen Verlautbarungen zu sehen ist, zeigt das römische Tetrapylon in der Weltkulturerbestätte Palmyra, die zu den bedeutendsten Sehenswürdigkeiten Syriens zählt. Die Altertümer wurden im syrischen Krieg vor allem durch Kämpfer des Islamischen Staats schwer beschädigt. Für den Rat der syrischen Charta symbolisiert Palmyra die Vielfalt und Widerstandsfähigkeit der syrischen Gesellschaft. Die Farben deuten auf die syrische Fahne hin, ihre Anordnung auf den Nationalen Block, die erste syrische Unabhängigkeitsbewegung gegen die französische Mandatsherrschaft.